# Kepulauan Balabalagan
Kepulauan Balabalagan är öar i Indonesien.   De ligger i provinsen Sulawesi Barat, i den centrala delen av landet, 1 200 km öster om huvudstaden Jakarta.